# Szpital (Gołuchów)
Szpital – część wsi Gołuchów w Polsce, położona w województwie świętokrzyskim, w powiecie pińczowskim, w gminie Kije.
W latach 1975–1998 Szpital administracyjnie należał do województwa kieleckiego.